# Poncione di Piota
Poncione di Piota är en bergstopp i Schweiz.   Den ligger i distriktet Bellinzona och kantonen Ticino, i den sydöstra delen av landet, 140 km sydost om huvudstaden Bern. Toppen på Poncione di Piota är 2 439 meter över havet, eller 228 meter över den omgivande terrängen. Bredden vid basen är 1,3 km.
Terrängen runt Poncione di Piota är huvudsakligen mycket bergig. Närmaste större samhälle är Bellinzona, 9,8 km sydost om Poncione di Piota. 
Trakten runt Poncione di Piota består i huvudsak av gräsmarker. Runt Poncione di Piota är det ganska tätbefolkat, med 86 invånare per kvadratkilometer.